# 石川県道293号羽咋巌門自転車道線
石川県道293号羽咋巌門自転車道線（いしかわけんどう293ごう はくいがんもんじてんしゃどうせん、羽咋健民自転車道）は、石川県羽咋市と羽咋郡志賀町を結ぶ自転車道である。

## 路線概要
- 起点：石川県羽咋市川原町チ部148番1地先（=JR七尾線羽咋駅前）
- 終点：石川県羽咋郡志賀町富来牛下ル部5番1地先

JR七尾線羽咋駅前から、概ね国道249号に並走して、志賀町三明を経て、能登金剛の巌門に至る。羽咋市川原町から志賀町三明までは、北陸鉄道能登線の廃線跡が用いられている。

## 歴史
- 1972年（昭和47年）6月25日：北陸鉄道能登線廃止。
- 1973年（昭和48年）8月10日：「石川県道羽咋巌門自転車道線」として路線認定。同年、自転車道整備着手。
- 1981年（昭和56年）：自転車道整備完了。

## 休憩所
- 6箇所
  - 羽咋休憩所
  - 柴垣休憩所
  - 高浜休憩所
  - 米町休憩所
  - 三明休憩所
  - 厳門休憩所

## 重複区間
- 国道249号（志賀町）

## 接続路線
- 石川県道60号金沢田鶴浜線・能登海浜自転車道（羽咋市柳田町）
- 石川県道129号滝港線（羽咋市一ノ宮町、同市滝町）
- 石川県道36号志賀富来線（羽咋郡志賀町高浜町・はまなす交差点、同町富来牛下）
- 石川県道3号田鶴浜堀松線（同町堀松・堀松交差点）
- 石川県道48号福浦港中島線（志賀町三明）

## 通過する自治体
- 石川県
  - 羽咋市 - 羽咋郡志賀町